# Vestestiske Øhav
Vestestiske Øhav (estisk: Lääne-Eesti saarestik, også Moonsund Archipelag ) er en gruppe af estiske øer beliggende i Østersøen omkring Väinameri . Det samlede areal er omkring 4.000 km2. Øhavet består af øerne Øsel, Dagø, Muhu, Vormsi og omkring 900 andre mindre øer.  

## Beskyttede områder
UNESCO oprettede i 1990 biosfærereservatet West Estonian Archipelago Biosphere Reserve under Man and the Biosphere Programme. Reservatet har et areal på 15.183,1 km² hvoraf kerneområdet udgør 360,56 km².